# Palaeodictyoptera
I paleodittiotteri (Palaeodictyoptera) sono un ordine estinto di insetti, vissuti tra il Carbonifero medio e il Permiano superiore. Erano caratterizzati da grosse dimensioni e da un paio di ali aggiuntive.

## Insetti con sei ali
L'aspetto generale di questi insetti era quello di libellule dall'addome espanso, ma vi erano molte caratteristiche più primitive. Ad esempio, le varie parti della bocca andavano a formare una sorta di becco, mentre le due paia di grandi ali erano precedute da un paio di piccole ali; queste ultime, in realtà, avevano la funzione di stabilizzatori durante il volo. Le ali erano spesso percorse da nervature profonde e alcuni fossili mostrano una traccia di colore vivace. Alcuni paleodittiotteri raggiunsero dimensioni davvero notevoli (come Scepasma mediomatricorum e soprattutto Mazothairos enormis, dall'apertura alare di 55 centimetri), ma la maggior parte si attestava sulle dimensioni delle più grandi libellule odierne. Le forme più note sono Stenodictya lobata e la piccola Lemmatophora typa, che alcuni ascrivono all'ordine dei Protorthoptera.

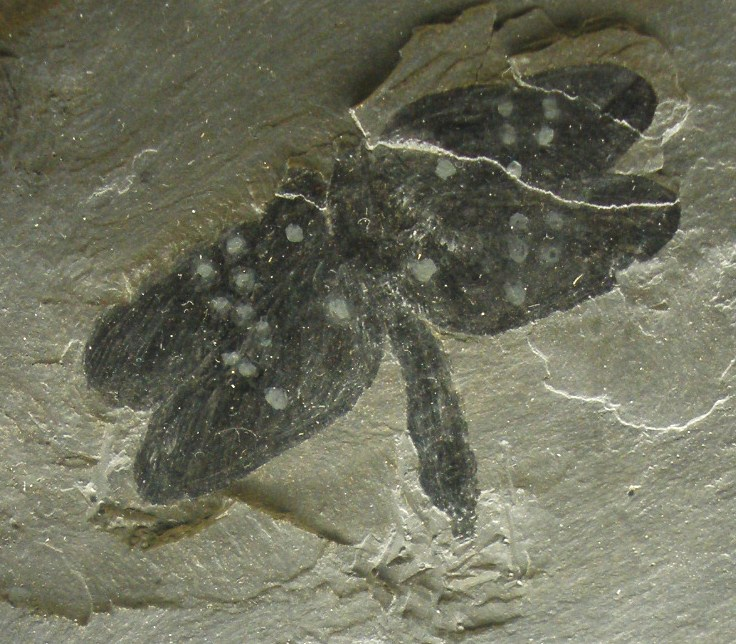
Fossile di Homaloneura ligeia

## Gruppo parafiletico
I paleodittiotteri costituiscono un gruppo parafiletico piuttosto che un clade ben definito, poiché essi diedero origine a svariati ordini di insetti. In ogni caso, alcuni paleontologi preferiscono utilizzare il nome di paleodittiotteroidi (Palaeodictyopteroidea).